# Benoît Cerexhe
Pour les articles homonymes, voir Benoît et Cerexhe.
Benoît Marie Etienne Willy Cerexhe, né le 18 juin 1961 à Etterbeek, fils du baron Étienne Cerexhe, est un homme politique belge, social-chrétien (LE). Licencié en droit de l'Université catholique de Louvain. Il a été ministre du gouvernement de la Région de Bruxelles-Capitale. Depuis 2013, il est bourgmestre de Woluwe-Saint-Pierre.

## Carrière politique
Depuis 1982, Benoît Cerexhe est conseiller communal à Woluwe-Saint-Pierre.
De 1989 à 2000, il prend en charge l’échevinat de l’Emploi, du Personnel, de l’Informatique, des Jumelages et des Cultes à Woluwe-Saint-Pierre.
À la suite des élections régionales bruxelloises de 1999, il est élu Député  et désigné chef du groupe cdH.
Réélu en 2004, il entre au Gouvernement bruxellois et devient Ministre de l’Économie, l’Emploi, la Recherche scientifique, la Lutte contre l’incendie et de l’Aide médicale urgente, ainsi que la Politique agricole. Il exerce également les fonctions de Président du Collège de la Cocof (Commission communautaire française de la région de Bruxelles-Capitale), et est chargé de la politique de Santé et de la Fonction publique.
Du 16 juillet 2009 au 8 mars 2013, il exerce les compétences de Ministre bruxellois de l'Économie, l'Emploi, la Recherche scientifique et le Commerce extérieur. En tant que membre du Collège de la Commission communautaire française, il est également chargé de la politique de la Santé, de la Fonction publique et de la Formation professionnelle des Classes moyennes.
À la suite des élections communales de 2012, il devient bourgmestre de Woluwe-Saint-Pierre, le 8 mars 2013 et est remplacé comme ministre régional par Céline Fremault. Il remplace cette dernière comme chef de groupe cdH au Parlement de la région de Bruxelles-Capitale.
Il est élu député de la Région de Bruxelles-Capitale le 25 mai 2014.
En septembre 2018, il assure qu'il ne briguera pas un nouveau mandat au sein de parlement Bruxellois lors des régionales de 2019.

## Décoration
- Commandeur de l'ordre de Léopold (2009)[3]

## Publications
- Osons Bruxelles, livre de Benoît Cerexhe sorti en 2009, est une vision d'avenir pour la ville-région.